# Emil Ritterling
Emil Ritterling (Lipsia, 20 dicembre 1861 – Wiesbaden, 7 febbraio 1928) è stato uno storico e archeologo tedesco, specializzato in archeologia delle provincie romane. Fu commissario alle strade della Reichs-Limes-Kommission.

## Biografia
Si laureò nel 1885 all'Università di Lipsia con una tesi sulla Legio X Gemina. Dal 1887 al 1891 lavorò a Berlino come bibliotecario. Dal 1892 fu uno studioso indipendente a Wiesbaden, dove fu anche direttore del Landesmuseums Nassauischer Altertümer dal 1899 al 1911 e dal 1915 al 1923.
Ritterling fu membro del Consiglio di amministrazione della Verein für Nassauische Altertumskunde und Geschichtsforschung e sovrintese per l'anno 1893/94, come segretario della associazione, la pubblicazione dei  Nassauischen Annalen. 
Nel periodo dal 1911 al 1914 aveva guidato come direttore la Römisch-Germanische Kommission del Deutsches Archäologisches Institut a Francoforte sul Meno. Inoltre era stato dal 1897 al 1912 attivo come commissario delle strade della Reichs-Limes-Kommission. In questa qualità aveva guidato tra l'altro gli scavi nel castrum di Niederbieber, di Bendorf e a Aquae Mattiacorum (Wiesbaden).
L'articolo di Ritterling Legio, uscito nel 1924 sul Pauly-Wissowa appare fondamentale e è un lavoro standard per la storia militare romana. Importante anche il lavoro sul castrum di Hofheim, che anche oggi uno degli studi più citati sulla ceramica romana del I° secolo d.C. nelle provincie nord-occidentali.

## Scritti (parte)
- De legione Romanorum X Gemina. Dissertation an der Universität Leipzig, 1885. Digitalisiert in Internet-Archiv.
- con Ludwig Pallat, Römische Funde aus Wiesbaden, 1898.
- Das frührömische Lager bei Hofheim i.T. Ausgrabungs- und Fundbericht. Wiesbaden 1905, (Annalen des Vereins für Nassauische Altertumskunde und Geschichtsforschung 34, 1904).
- Römische Baureste auf der Rentmauer bei Wiesbaden. In: Annalen des Vereins für Nassauische Altertumskunde und Geschichtsforschung, 35, 1906, pp. 264–279.
- Toranlagen römischer Kastelle des ersten nachchristlichen Jahrhunderts, in Annalen des Vereins für Nassauische Altertumskunde und Geschichtsforschung, 36, 1907, pp. 1–14.
- Das Kastell Wiesbaden. Petters, Heidelberg 1909 (Der obergermanisch-raetische Limes des Roemerreiches, Abt. B, Bd. 2,4, Kastell 31).
- Das frührömische Lager bei Hofheim im Taunus. Bechtold, Wiesbaden 1913 (Annalen des Vereins für Nassauische Altertumskunde und Geschichtsforschung, 40, 1912).
- (DE) Legio. Bestand, Verteilung und kriegerische Betätigung der Legionen des stehenden Heeres von Augustus bis Diocletian, in Paulys Realencyclopädie der Classischen Altertumswissenschaft, vol. XII,1, Stoccarda, 1924,  col. 1211–1328.
- (DE) Legio. Bestand, Verteilung und kriegerische Betätigung der Legionen des stehenden Heeres von Augustus bis Diocletian (Fortsetzung), in Paulys Realencyclopädie der Classischen Altertumswissenschaft, vol. XII,2, Stoccarda, 1925,  col. 1329–1829.
- Die kaiserlichen Beamten und Truppenkörper im römischen Deutschland unter dem Prinzipat. Mit Benutzung von E. Ritterlings Nachlass dargestellt von Ernst Stein, Seidel, Wien 1932 (Beiträge zur Verwaltungs- und Heeresgeschichte von Gallien und Germanien, 2).
- Fasti des römischen Deutschland unter dem Prinzipat, Seidel, Wien 1932 (Beiträge zur Verwaltungs- und Heeresgeschichte von Gallien und Germanien, 2).
- con Ernst Fabricius, Das Kastell Bendorf. Petters, Heidelberg 1937 (Der obergermanisch-raetische Limes des Römerreiches, Abt. B, Bd. 1, Kastell 1).
- Das Kastell Nieder-Bieber, Petters, Heidelberg 1937 (Der obergermanisch-raetische Limes des Römerreiches, Abt. B, Bd. 1, Kastell 1a).